# 川端祐一郎
川端 祐一郎（かわばた ゆういちろう）は、日本の社会工学者、京都大学大学院工学研究科准教授。雑誌『表現者クライテリオン』編集委員。藤井聡研究室出身。

## 経歴
大阪府立豊中高等学校卒業、2007年筑波大学第一学群社会学類政治学専攻卒業。2007年、日本郵政公社入社。2012年、日本郵便株式会社入社。2012年、京都大学大学院工学研究科博士後期課程入学。2016年、京都大学大学院工学研究科博士後期課程修了。

## 人物
「週刊クライテリオン 藤井聡あるがまま・ラジオ」（KBS京都ラジオ）に出演することもある。

### 人物
| - 小野善生 - 黒宮一太 - 佐伯啓思 - 施光恒 | - 中島岳志 - 中野剛志 - 藤井聡 - 西部邁 | - 森川亮 - 柴山桂太 |